# (34809) 2001 SQ74
2001 SQ74 (asteroide 34809) é um asteroide da cintura principal. Possui uma excentricidade de 0.06715580 e uma inclinação de 9.37241º.
Este asteroide foi descoberto no dia 19 de setembro de 2001 por LONEOS em Anderson Mesa.